# 8视界新闻
8视界新闻（英語：8world News），前称8频道新闻及时事节目（英語：Channel 8 News & Current Affairs），是新加坡新传媒8频道和U频道制作的新闻节目，使用新加坡标准华语制作。开始的时候只在8频道播出，而且播放时间也因为时代的变迁而改变。自1990年代起到2014年，新闻的播映时段被固定为3段，分别为週一至週五的《1点新闻》（英語：News 8 at One），和每天播出的《狮城6点半》（英語：Singapore Today）以及《晚间新闻》（英語：News Tonight）（最初在晚上8點播放，後來改於晚上10點，並一直沿用至今）。《晚间新闻》曾被称为《10点新闻》（英語：News 8 at Ten），但在新传媒新闻部减少人手之后，再加上U频道的观众要求播映更长、更多的娱乐节目，从2010年3月29日开始，《10点新闻》开始在U频道晚上11点重播，并重命名为《晚间新闻》，以避免观众可能会被节目名称混淆。
2017年3月13日，新传媒中文新闻部从加利谷山搬迁到新传媒园区。
而在布景主题方面，最初8频道新闻采用与5频道一致的布景、主题音乐及片头（而从1980年起，由单主播制改为双主播制），而两者布景主题设计早期亦倾向参考香港无线新闻；但在1994年新加坡广播局公司化后，两者各自改用不同的布景主题，至今历经5次变更。

## 沿革
早期於第8波段播出的華語新聞，提供北京話、廣州話及閩南話版本，直至1974年，因新加坡政府採取專用華語、少講方言政策，使廣州話及閩南話新聞在同年遭到取消，直至現在，電視台再不提供方言新聞節目。
2006年12月3日起，《10点新闻》提供简体中文字幕。《10点新闻》于2010年3月29日重命名为《晚间新闻》后，仍继续提供简体中文字幕至今。
2014年6月12日，8频道新闻推出官方网站；同年10月21日，8频道新闻及时事节目应用程序发布，供iOS和安卓平台用户使用。
2014年9月1日，播出15年的《早安您好》（英語：Good Morning Singapore）节目停播，以《晨光第一线》（英語：Morning Express）新闻取代；从2014年10月20日开始，平日的《狮城6点半》新闻被1个小时的《狮城有约》（英語：Hello Singapore）节目取代，周末的《狮城6点半》仍照常播出。
所有新闻时段都有播出开始前的5秒倒计时，除了《晨光第一线》；《1点新闻》曾于2016年7月至2017年7月加入倒计时，但随后去除，2021年12月起再度加入倒计时。
2017年3月13日，新传媒中文新闻部从加利谷山搬迁到新传媒园区，并为《1点新闻》、《狮城有约》、《狮城6点半》和《晚间新闻》推出以濱海灣金沙、萊佛士坊及達士嶺航拍角度虛擬實景為主題的全新布景和设计。《狮城有约》的节目编排也有变动，前30分钟为新闻，后30分钟则是〈十分访谈〉和其它栏目。截至2017年3月10日，《狮城有约》的新闻时段分别为傍晚6点30分和晚上7点，每个时段的时长为15分钟，但是在特别情况下例外。
2017年6月12日，8频道新闻官网适逢推出3周年，启用网上直播功能，用户可以观看和8频道同步联播的新闻直播。
2017年7月24日，《1点新闻》和《晚间新闻》更换转场动画设计；同样的转场动画设计也于7月29日起在《狮城6点半》使用。
2019年1月1日，8频道新闻官网及应用程序改版，集结旗下所有电视和电台的力量，提供最全面、最高互动的新闻时事、娱乐和生活内容，并且改名为《8视界》。
2019年6月29日，经过半年试运营，新传媒中文媒体正式启动一站式资讯娱乐网《8视界》，该网站和应用程序于淡滨尼天地的推介活动上正式登场，时任总理李显龙也为《8视界》献上祝贺。
2019年8月26日至11月6日，《1点新闻》、《狮城6点半》和《晚间新闻》使用5频道新闻直播室作为临时新闻直播室，《狮城有约》也于8月26日起从全新的摄影棚直播。
2020年2月18日至21日，《狮城有约》暂时移回新闻直播室进行直播，并于2月18日起在节目结束前加入该日重点新闻和《晚间新闻》预告的播报。
2020年4月1日起，除U频道晚上11点的录播时段外，《晚间新闻》也在每天早上7点在8频道重播。
2021年4月1日起，《晨光第一线》、《1点新闻》、《狮城有约》提供简体中文字幕。同月3日起，《狮城6点半》提供简体华语字幕（不含《晚间新闻》预告），自此8视界新闻的所有新闻時段皆有提供华语字幕。
2025年2月10日起，《狮城有约》节目时段改革，取消新闻时段之后的〈十分访谈〉和专题报道系列，推出〈狮城热话〉新节目时段，并由主持人蔡沁凯和林佩芬轮流主持，也邀请访问嘉宾上节目接受现场访问。改革后的《狮城有约》也从原本的双主持人制改为单主持人制。
2025年6月11日至7月4日，《狮城6点半》和《晚间新闻》使用《1点新闻》和《狮城有约》节目直播室作为临时新闻直播室。
2025年7月1日，因不知明原因，8频道与Capital 958城市频道同步播出的《快报60秒》停播。Capital 958城市频道则以整点新闻播报取而代之。
2025年7月21日，为了优化新闻节目内容，以及让现有新闻编辑团队更集中资源在拓展跨平台节目内容，新传媒决定停播已播出接近11年的早上9点新闻时段《晨光第一线》，并改为重播前一天《狮城有约》的〈狮城热话〉栏目片段。新传媒于8月12日答复《联合早报》相关询问时表示，感谢观众多年来对于这节目的忠心支持。

## 主播制度和播报风格
8频道新闻各段新闻皆有不同的主播，通常是使用单主播制，只有周一到周五的《晚间新闻》是使用双主播制（但亦有採用單主播制的例外）。8频道也会在9点档电视剧在播出时（在屏幕左边的以文字作竖跑马）以及播放片尾曲时（主播作背景音播报，现已取消），提供《晚间新闻》提要。

## 片头变迁[2]
- 1963年11月23日－1965年8月8日：

畫面上出現馬來語「新加坡新聞」字樣（有時會伴隨新加坡地圖出現），其後直接進入新聞。
- 1965年8月9日－1974年8月8日：

此階段片头不詳。
- 1974年8月9日－1980年1月31日：

以華語、英語、馬來語及淡米爾語標示的「新聞」字樣以逆時針方向圍繞地球旋轉一圈，然後華語「新聞」字樣飛出，右上角出現黃色鑲空的日期綵帶。由此版本開始，第8波道新聞只以標準華語播出，不再提供粵語及閩南語版本。
- 1980年2月1日－1980年12月31日：

當日新聞提要短片會循逆時針方向改變，其後華語、英語、馬來語及淡米爾語標示的「新聞」字樣在畫面左上及右下方新聞片段出現。此版本參考香港无线新闻1981年版《九點半新聞報導》開場設計。
- 1981年1月1日－1983年12月31日、1984年1月1日－1986年12月31日、1987年1月1日－1987年12月30日：

片头首先会播出新闻提要短片，然后在最後一則體育新闻提要出現「新聞」字樣。
- 1988年1月1日－1988年3月31日：

片头首先会播出新闻提要短片，然后出現下方附有世界地圖的黑屏及紅色霓虹光管，並向下亮出「新聞」字樣，最後該畫面飛至主播席中央，新聞開始。
- 1988年4月1日－1990年7月31日：

1988年4月1日至1988年8月8日，片头首先会播出新闻提要短片，然后地球出现及高速旋转，并摊平成世界地图，立体“新闻”字样由左至右前移至画面中央，並壓縮至左方，其後右方出现新加坡广播局（新广）标志。最後該畫面飛至主播席中央，新聞開始。1988年8月9日至1990年7月31日，開場作出少量改動，「新聞」字樣飛至中央位置後不再移動，而新廣標誌改於下方出現，隨後直接進入新聞。
- 1990年8月1日－1991年12月31日[3]：

片头首先会播出新闻提要短片，然后出现世界地图，并逐渐放大并移至新加坡；其后，有一连串圆柱体组成的栏栅连同新广标志移至左下角，最后“新闻”字样向左移至标志下方。
- 1992年1月1日－1993年6月30日、1993年7月1日－1994年5月28日：

1992年1月1日至1993年6月30日，片头首先会播出新闻提要短片，随后飛出新廣標誌後变为地球上空卫星轨道，并有一个人造卫星飞过，再转至地球背面；然后，地球变为位于新加坡海峡上的摄录机镜头（显示有新广标志），并从摄像机进入莱佛士坊动画日景黑白影像（进入影像前可隐约看到以三维动画制作的莱佛士坊彩色日景）；最后，影像化为多条长条并转为彩色动画夜景（并隐约出现新广标志），中央出现由“NEWS”渐变为“新闻”的字样。1993年7月1日至1994年5月28日，開場部分有所改變：攝錄機背景改為不斷變化的新聞短片；而在進入萊佛士坊夜景後會直接飛過樓群，進入滿佈新廣標誌的背景。而在上述背景打開後，“新闻”字样會旋轉一次，揭開後才進入提要，其後新聞開始。并参考香港无线新闻1988、1990及1991年版片头设计，此版本以及两版本是新广改组前的最后两个版本片头。
- 1994年5月29日－1995年8月31日：

由此版本開始，第5及第8波道新聞開始採用兩套完全不同的開場。首先会播出新闻提要（左上角有“x月xx日”字样），然后最后一则提要缩放入显示有各张新闻图片的“新闻”字样，最后节目名在藍色背景右下角出现，打開後新聞開始。此版本是新加坡电视机构（新视）时代的第一个版本片头。
- 1995年9月1日－2001年3月31日：

首先会播出新闻提要（左下角有“新闻要点”字样），然后最后一则提要缩放入显示有各张新闻图片的“午间新闻”及“晚间新闻”字样，最后節目名部分以组屋区及地铁高架桥为背景（午间新闻采用日景，晚间新闻采用夜景）右下角出现，打開後新聞開始。
- 2001年4月1日－2003年4月30日[5]：

背景为金黄色，中央出现第八波道标志，并渐变为节目名，新闻开始。此版本因应上级部门新加坡国际传媒机构易名“新加坡传媒机构（新传媒机构）”及第八波道更改标志而设。
- 2003年5月1日－2006年7月10日[6]：

首先播出新闻提要（右下角附有“新闻提要”字样和日期），随后节目名称钻入画面，新闻开始。背景颜色因时段而异（《一点新闻》为黄色，《狮城6点半》为偏红的深紫色，《十点新闻》为偏蓝的浅紫色）。
- 2006年7月11日－2017年3月12日（仅《1点新闻》和《狮城6点半》[7][8]，《10点新闻》为2006年5月10日－2010年3月28日[9][10][11]）：

首先播出新闻提要（右下角附有日期，《1点新闻》加附“新闻提要”字样，《10点新闻》加附字幕），随后节目名称钻入画面，新闻开始。背景颜色因时段而异（《1点新闻》为红色，《狮城6点半》为橙色，《10点新闻》为蓝色）。
- 2010年3月29日－2017年3月12日（仅《晚间新闻》[12]）：

以折纸效果显示节目名称，右后方有地球图案，然后播出新闻提要（附字幕，右下角字幕上方附有日期），最后返回显示节目名称的画面。
- 2017年3月13日－2022年3月19日[13]：

《1点新闻》和《狮城6点半》片头首先播出新闻提要（左下角附有日期），随后出现地球，然后放大至新加坡虚拟实景（以莱佛士坊、滨海湾金沙以及达士岭为主题），围绕达士岭绕出8字后，最后缩放至达士岭虚拟实景（广东民路视角）；《晚间新闻》片头首先出现地球，然后放大至新加坡虚拟实景（以莱佛士坊、滨海湾金沙以及达士岭为主题），围绕达士岭绕出8字后播出新闻提要（附字幕，左下角字幕上方附有日期），最后缩放至达士岭虚拟实景（广东民路视角）。背景颜色因应新闻时段而有不同（《1点新闻》为红色，《狮城6点半》为橙色，《晚间新闻》为蓝色）。此版本因应新传媒集团总部由加利谷山迁至纬壹科技城而设。
- 2022年3月20日—現在 [14]：

首先播出新聞提要（附子幕，左下角字幕上方附有日期），隨後節目名稱貼入畫面，新聞開始。背後顔色因應新聞時段而有不同（《1點新聞》為紅色，《獅城6點半》為橙色，《晚間新聞》為藍色）。

## 特别情况
通常新闻的播映时段已被固定，但有特别例外。例如在新加坡国庆日或国庆群众大会当天是星期六或星期日的话，《狮城6点半》会提早播出以便国庆庆典或国庆群众大会在所有新传媒频道同步直播。2016年起，若国庆日落在星期一、星期二、星期三、星期四或星期五，当天的《狮城有约》会提早播出，并进行和国庆庆典相关的新闻现场连线。
在冠病疫情期间（2020年-2022年）每当8频道10点《晚间新闻》播出时，新加坡卫生部当晚发布最新与冠病疫情相关的最新消息，U频道11点的《晚间新闻》将会以重新录制或现场直播的方式插播当天与冠病疫情相关的新闻报道。因此Mewatch/ 8视界网站和隔天早上7点8频道重播的《晚间新闻》为前一天U频道11点播出的版本。
8频道的24部9点档连续剧不会提供新闻预告的背景音播报。
- 《双子星（英语：The Ultimatum）》（2009）
- 《警徽天职》（2011）
- 《警徽天职2》（2013）
- 《志在四方》（2013）
- 《警徽天职3》（2014）
- 《球在你脚下》（2014）
- 《你也可以是天使》（2015）
- 《初一的心愿》（2015）
- 《虎妈来了》（2015）
- 《吻我吧，住家男》（2015）
- 《起飞》（2015）
- 《志在四方II》（2015）
- 《钱来运转》（2016）
- 《十年…你还好吗？》（2016，第一集除外）
- 《来自水星的男人》（2016）
- 《警徽天职4》（2016）
- 《你也可以是天使2》（2016）
- 《大英雄》（2016，仅第一集）
- 《梦想程式》（2017）
- 《卫国先锋》（2017）
- 《爱不迟疑》（2017）
- 《五零高手》（2018）
- 《祖先保佑2》（2018）
- 《單翼天使》（2020）

如果当天《晚间新闻》之前的节目为现场直播，《晚间新闻》不会准时开始直播，而是提前或延后，一般至多1分钟。
2016年6月27日，8频道《晚间新闻》第三段的开头出现技术问题。因此，在U频道播出的版本当中，第三段为重新录制，在8频道新闻官网上发布的重播版本亦同。
2016年8月21日，因新加坡总理李显龙在国庆群众大会演讲时突然晕倒，他在晚上10点56分才完成演讲，8频道和U频道在晚上10点59分06秒开始同步直播《晚间新闻》，直到晚上11点49分播报结束。
2016年8月22日，新加坡前总统纳丹逝世，为报道相关新闻，8频道晚上10点和U频道晚上11点播出的《晚间新闻》皆为直播。
2017年4月16日，因《红星大奖2017》颁奖典礼超时，8频道在晚上10点05分01秒开始直播《晚间新闻》，直到晚上10点34分播报结束；U频道的录播不受影响。
2017年6月2日，8频道《晚间新闻》第三段出现严重技术问题。因此，在U频道播出的版本当中，第三段部分新闻为重新录制，在8频道新闻官网上发布的重播版本亦同。
2017年9月14日，8频道《晚间新闻》第一段中的新闻排列错误（理应是先播出哈莉玛总统就职典礼的报导，再播报其它新闻）。因此，在U频道播出的版本当中，第一段为重新录制，在8频道新闻官网上发布的重播版本亦同。
2022年3月26日，《晨光第一线》的三位主播苏美兰、杨振华和黄秀玲各于下午3点、4点和5点在Facebook专页和YouTube进行网络直播。
2022年4月24日，因《紅星大獎2022》頒獎典禮超時，8頻道在晚上10點03分09秒开始直播《晚间新闻》；U频道晚上11点的录播和8频道隔日早上7点的重播不受影响。
2022年8月21日，8频道于晚上10点直播的《晚间新闻》错误使用了先前版本（2017年3月13日－2022年3月19日）片头，随后在U频道晚上11点的录播和8频道隔日早上7点的重播当中修正为当前版本片头。未经修正的直播版本在meWATCH上发布，已经修正的重播版本则是在8视界新闻网上发布。
2024年4月21日，因《红星大奖2024》颁奖典礼超时，8频道在晚上10点02分04秒开始直播《晚间新闻》，直到晚上10点35分播报结束；U频道的录播不受影响。
2024年5月15日，因7点45分至9点10分现场直播《黄循财总理与部长宣誓就职典礼》加上九点档电视剧《非爱不可》播映超时，8频道在晚上10点05分开始直播《晚间新闻》，直到晚上10点35分播报结束。U频道的录播不受影响。

### 选举
2011年5月7日、2015年9月11日、2020年7月10日和2025年5月3日，为了播出新加坡大选开票夜直播节目，8频道和U频道的《晚间新闻》皆暂停播出。
2013年5月5日，为了播出马来西亚大选成绩，而打破了三年以来U频道首次在晚上11点的时候直播《晚间新闻》。
2015年9月1日和2020年6月30日，《1点新闻》改为新加坡大选提名日特别报道（2020年6月30日的节目从原有的30分钟延长到1小时，并保留《1点新闻》片头）。
2015年9月11日，《狮城有约》为新加坡大选投票日做出特别安排，将节目时长减少30分钟，全程只播报新闻，被扣除的30分钟用来播出多一集《118》。
2016年5月7日，为了跟踪报道新加坡武吉巴督单选区补选开票的新闻，8频道晚上10点和U频道晚上11点播出的《晚间新闻》皆为直播。此外，在2016年4月27日和5月7日，8频道新闻在其官方网站上进行提名日和开票夜的网上直播。
2018年5月9日，为了跟踪报道马来西亚第14届大选开票的新闻，8频道晚上10点和U频道晚上11点播出的《晚间新闻》皆为直播，在8频道新闻官网上发布的重播版本为U频道直播版本。
2020年6月30日至2020年7月10日，《狮城有约》为新加坡大选做出特别安排，由两位主持人和两位主播播报新闻（7月9日和10日则只有一位主持人和一位主播）。
2022年11月19日，为了跟踪报道马来西亚第15届下议院选举和三州立法议会选举开票的新闻，8频道晚上10点和U频道晚上11点播出的《晚间新闻》皆为直播，在8视界新闻网和meWATCH上发布的重播版本为U频道直播版本。
2023年9月1日，为了追踪报道2023年新加坡總統選舉开票的相关新闻，8频道晚上10点和U频道晚上11点播出的《晚间新闻》皆为现场直播。
2025年4月23日，8频道《1点新闻》暂停播出，并从当天早上10点至下午2点45分播出2025年新加坡全国大选提名日直播节目，这也是8频道第一次在新加坡大选提名日以特别节目直接取代《1点新闻》的播出。
2025年5月3日，8频道《晚间新闻》暂停播出，并从当天晚上8点至隔天凌晨4点播出新加坡大选开票结果，由新闻主播林良泉、蓝丽婷、赵全胤和蔡沁凯担任主持。

### 户外广播
2004年，《狮城6点半》首度进行户外广播，地点是宏茂桥和大巴窑，由董素华担任主播。
2013年10月5日，为配合欢庆电视50周年庆祝活动，《狮城6点半》在西海岸广场进行户外广播，8频道新闻的面簿专页也在网上同步直播。主播是在现场的张海洁以及在新传媒新闻直播室的赵文蓓，董素华则担任现场编导，林启元也从牛车水发回现场报道。当天也举办了多项活动，赵全胤也当场示范和指导公众播报新闻。
2016年7月2日，《狮城6点半》在裕廊IMM购物商场进行户外广播，8频道新闻官网也同步直播。出席的主播有蓝丽婷、林稚瑛、林启元、蒋睆和杨振华。配合阅读节，国家图书管理局也在现场呈现短剧，并安排人员为小朋友讲故事，鼓励公众培养良好的阅读习惯。
2016年9月12日，《晨光第一线》开播两年以来首度进行户外广播，地点是勿洛市镇广场。策划这次户外广播的是《晨光》的副监制董素华。出席的有主播林稚瑛、蒋睆、杨振华，还有958城市频道的支持人林灵芝、王德明、高逸芯和潘家镳。蓝丽婷、赵全胤、林启元也在现场指导公众播报新闻。前主播徐赟羚和蔡萦也来到现场。当天的节目也从原有的30分钟延长到1小时，并邀请了先前在《晨光》各个单元中曾经受访的人物亲临现场参与节目。除了送出礼包以外，节目现场也放出宝可梦诱饵，让精灵宝可梦Go玩家捕捉精灵。适逢哈芝节，节目邀请了马来鼓队作开场表演，节目尾声以合唱团演唱一首马来语歌曲作为结束。
《晨光第一线》也在2018年1月举办三场路演。适逢新加坡五所理工学院同时举行的开放日，第一场路演于1月5日举办，主题是“玩物壮志”。主播杨振华和赵全胤各别从新加坡理工学院和义安理工学院同在摄影棚的林稚瑛连线，并带来精彩的活动报导。第二场路演于1月12日在德明政府中学举办，主题是“晨光聚焦”。主播林稚瑛从该校表演艺术中心发回报导，艺人沈炜竣也出席现场示范京剧表演。主播王征、蒋睆、蓝丽婷、杨振华，还有记者吴俍㬕和黎嘉宜也向在场学生分享电视新闻的工作。第三场路演于1月23日在大巴窑建屋局中心举办，主题是“善方保健”。主播杨振华和赵全胤从现场带来活动报导。这三天的节目从原有的30分钟延长到45分钟。
2018年1月30和31日，《狮城有约》开播三年多以来首度进行户外广播，地点是牛车水广场，目的是为了与公众提前感受春节气氛。
2018年3月24日，《狮城6点半》在裕廊东西城购物商场进行户外广播，出席的主播有王征、赵全胤、蓝丽婷、赵文蓓和董素华。配合这次户外广播，当天下午的《流行挖哇WOW》也从裕廊进行直播。推广华文学习委员会也在现场设有亲子和漫画作文展览，此外还有“狮城护卫者”策略游戏竞赛站点，让公众通过游戏进一步认识全面防卫。当天的活动从下午2点到傍晚7点举行。

### 李光耀逝世特备新闻和节目
2015年3月23日至29日，因新加坡建国总理李光耀逝世，新传媒属下电视台绝大多数节目暂停播出，改播关于李先生的特备节目和即时新闻。8频道原有新闻时段的背景音乐也改换成较悲哀的音乐。
3月23日，8频道分别在早上7点、早上11点和下午4点30分插播新闻，报导李先生逝世的消息。
3月23至27日，《狮城有约》原有的两个新闻时段合并，从傍晚6点30分到晚上7点，每次播报30分钟；晚上7点到7点30分，则是〈十分访谈〉栏目（3月23至26日，精华版为3月24至27日）或专题报道（3月27日，精华版为3月30日）。
3月25日，因于早上9点现场直播李先生灵柩移往国会大厦的仪式，《晨光第一线》延后到早上11点播出。
3月26日，8频道晚上10点30分和U频道晚上11点30分，紧接着《晚间新闻》，播出30分钟的《向李光耀致敬：特别国会报道》。
3月28日，播出15分钟特备的《1点新闻》。
3月29日，《晚间新闻》片头改为“告别李光耀”，播出李先生国葬仪式及私人葬礼的报道和国际新闻。

### 特金会
2018年美朝首脑会晤于6月12日在新加坡举行，新传媒也成为本次峰会的主要广播机构，当天的《晨光第一线》、《1点新闻》、《狮城有约》和《晚间新闻》皆着重播出特金会相关报导。
早上9点04分，《晨光第一线》插播美朝两国领袖会晤和握手的现场直播画面。
《1点新闻》则延至下午约1点46分播报结束，其中于下午约1点39分插播美朝两国领袖协议签署仪式的现场直播画面。

## 新闻时段
| 新闻节目  | 播出时间                                                                     | 备注                                             | 主持/主播                                                                  |
| --------- | ---------------------------------------------------------------------------- | ------------------------------------------------ | -------------------------------------------------------------------------- |
| 1点新闻   | 直播：8频道 星期一至五 下午1点                                               |                                                  | 8视界新闻主播                                                              |
| 狮城有约  | 直播：8频道 星期一至五 傍晚6点30分                                           | 精华版：8频道 星期一至五 早上7点30分             | 主持：林佩芬、蔡沁凯、 苏美兰 〈狮城热话〉栏目 （新闻时段为8视界新闻主播） |
| 狮城6点半 | 直播：8频道 星期六和日 傍晚6点30分                                           |                                                  | 8视界新闻主播                                                              |
| 晚间新闻  | 直播：8频道 每天 晚上10点 录播：U频道 每天 晚上11点 重播：8频道 每天 早上7点 | 若当天国会有开会，时长为45分钟；否则一般为30分钟 | 8视界新闻主播                                                              |

## 时事节目时段
| 时事节目   | 首播时间                  | 备注              | 主持 |
| ---------- | ------------------------- | ----------------- | --- |
| 星期二特写 | 8频道 星期二 晚上8点30分  | 1989年4月18日启播 | *旁述 |
| 焦点       | 8频道 星期四 晚上10点30分 | 1982年1月2日启播  | 曾月丽（1999年底－2017年5月25日） 蔡萦（2017年6月1日－2019年） 林稚瑛（2019年－2024年4月11日） 赵全胤（2024年4月18日－2025年1月23日、2025年3月27日－） 林良泉（2025年3月13日） 陈沁霖（2025年3月20日） |
| 前线追踪   | 8频道 星期五 晚上8点30分  | 1998年1月6日启播  | *旁述 |

### 已停播
| 时事节目     | 首播时间 | 备注 | 主持 |
| ------------ | --- | --- | --- |
| 早安您好     | 直播：8频道 星期一至五 早上7点30分 录播：8频道 星期一至五 早上9点 | 1995年3月6日－2014年8月29日 | |
| 晨光第一线   | 8频道 星期一至五 早上9点 | 2014年9月1日－2025年7月18日 | 赵全胤、黄秀玲、杨振华                                                                                                   |
| 财经追击     | 8频道 星期三 晚上10点30分 | 1995年1月1日－2018年3月28日 | 董素华 |
| 世界一周     | U频道 星期五 晚上9点 | 2017年3月31日播出最后一集 | 赵全胤 |
| 有话要说     | 8频道 星期日 晚上9点 | 第一系列：2014年12月7日－2015年1月18日 第二系列：2016年2月21日－2016年3月27日 第三系列：2017年2月5日－2017年3月5日 第四系列：2018年2月25日－2018年4月1日 | 王禄江、林佩芬 |
| 一家都不能少 | 8频道 星期二 晚上10点30分 | 中文时事组首部社会实况剧 2015年2月24日－2015年4月7日 | 主演：蔡琦慧、谢宏辉、包勋评、朱秀凤、林梅娇、黄家强、李文海、王昱青                                                     |
| 流行挖哇WOW  | 8频道新闻及时事节目官网 星期六 下午4点 | 中文新闻组首个在网上独家直播节目 2015年7月18日－2018年12月29日 | |
| 空中访民情   | 2018年度节目：8频道 星期日 晚上9点 2019年度节目：8频道 星期六 晚上9点 2020年度节目：8频道 星期一、二、三 晚上8点 2021年度节目：8频道 星期日 晚上9点 2022年度节目：8频道 星期日 晚上9点 2023年度节目：8频道 星期二 晚上8点30分 2024年度节目：8频道 星期二 晚上8点30分 | 原为《狮城有约》栏目之一，2018年起成为独立节目 2018年度节目：2018年9月30日－2018年12月2日（共8期） 2019年度节目：2019年9月28日－2019年11月2日（共6期） 2020年度节目：2020年6月22日－2020年6月24日（共3期） 2021年度节目：2021年10月10日－2021年11月14日（共6期） 2022年度节目：2022年10月23日－2022年11月27日（共6期） 2023年度节目：2023年9月26日－2023年11月28日（共10期） 2024年度节目：2024年10月15日－2024年11月19日（共6期） | 2018－2019年度节目：刘俊葳、蔡沁凯、苏美兰、林稚瑛、林灵芝、吕霖轩 2020－2022年度节目：林灵芝 2023－2024年度节目：白薇秀 |
| 我. 董. 你   | 8频道 星期日 晚上9点 YouTube 星期日 晚上9点30分 | 第一系列：2019年6月2日－2019年6月30日（共5期） 第二系列：2020年2月2日－2020年3月8日（共6期） 第三系列：2021年6月6日－2021年6月27日（共4期） 第四系列：2022年5月21日－2022年6月11日（共4期） 第五系列：2025年1月5日－2025年1月26日（共4期） | 董素华 |

## 主播

### 現任
- 赵文蓓
- 蔡沁凯
- 赵全胤
- 林启元
- 林良泉
- 蓝丽婷
- 王征
- 杨振华
- 黄秀玲
- 苏美兰
- 林佩芬
- 陈沁霖
- 刘俊葳

### 前任
以下僅列出已知前主播：
- 王贵南 (现为中医师)
- 胡锦玮 (新闻主播已离职)
- 江坚文 (现为新传媒 LOVE 972最爱频道DJ)
- 张海洁
- 蔡芙蓉
- 黄双喜 (新闻主播已离职)
- 林賢正
- 吳至青
- 施宏洲 (2023年因病逝世)
- 吳欽佩
- 陳桂月
- 吳振新
- 詹玉珍
- 曾月丽 (后期转任新传媒8频道时事节目《焦点》主持人 现已退休）
- 周慧敏
- 蔡萦 (新闻主播已离职)
- 吕诗琳 (新闻主播已离职)
- 徐赟羚 (新闻主播已离职)
- 琪琪 (现为新传媒 CAPITAL 958城市频道DJ)
- 林树源 (2020年至2025年 现为友台 88.3JIA新闻简讯)
- 王连三 (后期有主持资讯节目 现已退休)
- 陈嘉荣 《现为马来西亚八度空间华语新闻主播》
- 王帝聪
- 黄志豪《2006年新闻主播离职》
- 梁妮 (新闻主播已离职)
- 蒋睆《2019年新闻主播 三月已离职》
- 董素华 (2019年新闻主播已离职 现为新传媒华文新闻组高层职员)
- 林稚瑛（目前为新传媒英语新闻频道CNA职员）
- 黎嘉宜 (2024年现为 96.3好FM电台DJ)
- 郭亮 (现为新传媒 LOVE 972最爱频道DJ)
- 林有懿
- 王嬿青